# Blues di mezz'autunno
Blues di mezz'autunno è un romanzo dello scrittore Santo Piazzese, pubblicato nel 2013. È la quarta opera di Piazzese edita da Sellerio, anche se l'autore la considera cronologicamente la quinta, avendola scritta dopo aver iniziato e interrotto un altro romanzo.

## La trama
La storia si presenta come un lungo flashback originato dall'incontro casuale che il personaggio principale Lorenzo La Marca – protagonista di due opere precedenti di Piazzese – fa con un vecchio collega di studi. È una nostalgica rievocazione dei suoi anni giovanili che parte dall'esperienza su un motopesca finalizzata alla redazione della sua tesi di laurea. Approdato in un'immaginaria isoletta chiamata “La Spada dei Turchi”, fa conoscenza e stringe legami con originali personaggi dal vissuto più vario che vi si sono trasferiti e che vi risiedono stabilmente oppure, come nel caso di La Marca, vi soggiornano per brevi periodi. Si alternano atmosfere rilassate, goliardiche e spensierate a momenti di tensione, finché un episodio apparentemente marginale fa emergere una verità inconfessata che incrina gli equilibri della comunità.

## Edizione
- Santo Piazzese, Blues di mezz’autunno, Palermo, Sellerio, 2013,  p. 150, ISBN 88-389-3109-7.